# Klorofenoli
Klorofenoli so večja skupina kloriranih ogljikovodikov, pesticidov in biocidov, ki predstavljajo zelo visok odstotek uporabe pesticidov za nekmetijske namene, npr. sredstvo proti gnitju v nevolnenih tkaninah in za zaščito lesa. Klorofenoli delujejo kot biocidi tako, da preprečujejo dihanje in proces pretvorbe energije v mikroorganizmih. V koncentraciji 40 delov na milijon (ppm) so strupeni za človeka, 1 ppm za ribe, medtem ko lahko že koncentracija enega dela na tisoč milijonov onesnaži vodo.

## Lastnosti
Klorofenoli nastajajo med kemijskim procesom beljenja kaše. Te spojine so toksične, obstojne in se akumulirajo, lahko pa iz njih nastajajo tudi spojine, ki so še bolj škodljive. Te spojine so najverjetneje najbolj nevarne spojine v kaši in vodnih odplakah. Prisotne so v velikih koncentracijah. Če v postopku beljenja namesto klorovega dioksida uporabimo klor v plinasti obliki, pa se produkcija klorofenolov le še poveča (zato se danes plin ne uporablja več). Triklorofenoli in pentaklorofenoli so najbolj običajni klorofenoli in so ekstremno toksični ter obstojni. 
Je rdeča tekočina z vonjem po alkoholu. Ima plamenišče pri 32 °C in tališče pri 425 °C.

## Sestava s podatki o nevarnih sestavinah
Ugotovitve o nevarnih lastnostih
- v stiku s kožo ali pri vdihavanju povzroči preobčutljivost.
- v stiku z očmi lahko povzroči preobčutljivost.
- v primeru zaužitja lahko pride do poškodb prebavnih poti.

## Ukrepi za prvo pomoč
Vdihovanje
Po vdihavanju hlapov je treba poskrbeti za dovod svežega zraka. Če težave ne minejo, je potrebna zdravniška pomoč.
Zaužitje
Spijte veliko vode. Potrebna je takojšnja zdravniška pomoč.
Stik s kožo in očmi
Nemudoma sperite z večjo količino vode ali milnico. Onesnažena ali prepojena oblačila je treba sleči. Če draženje ne preneha, poiščite zdravniško pomoč.

## Ukrepi ob požaru
Primerna gasilna sredstva
Suha sredstva za gašenje, ogljikov dioksid
Neprimerna gasilna sredstva
Vodni curek
Posebne nevarnosti, ki pretijo udeležencem
Pri izgorevanju nastaja dražeč plin. Hlapi so težji od zraka in se širijo po tleh.
Posebna osebna zaščitna oprema ob gašenju požara
Pri gašenju požarov je potrebna uporaba zaprtega dihalnega aparata.
Dodatna navodila
Posode hladimo s pršenjem vode. Izogibati se je treba virom vžiga – kajenje je prepovedano.

## Ravnanje z nevarno snovjo/pripravkom in skladiščenje
Osebni varnostni ukrepi
Skrbeti za primerno prezračevanje. Pri rokovanju s pripravkom je nujna uporaba osebnih zaščitnih sredstev (rokavice, zaščitna očala,...). Potrebno je preprečiti stik s kožo, očmi in sluznicami.

Okoljevarstveni ukrepi
Potrebno je preprečiti iztok v vodotoke in kanalizacijo.
Postopki čiščenja
Razlito tekočino prekrijte z inertnim absorpcijskim materialom (pesek, silikagel, kislo vezno sredstvo,...), ki vpije snov. Zbiranje odpadka v primernih posodah in dokončna odstranitev.

## Nadzor nad izpostavljenostjo/varnost in zdravje pri delu
Zaščita dihal
V primeru nezadostnega prezračevanja nosite ustrezno plinsko masko (plinski filter tip A).
Zaščita rok
Med rokovanjem z izdelkom je potrebna uporaba zaščitnih rokavic.
Zaščita oči
Zaščitna očala z zaščito ob straneh. Vedno imejmo pri roki puhalko s čisto vodo.
Zaščita kože
Nosite primerno delovno obleko.
Dodatna navodila
Potrebno je upoštevati splošne varnostne ukrepe, ki veljajo pri delu s kemikalijami.

## Obstojnost in reaktivnost
Pogoji, ki se jim je treba izogniti
Ob intenzivnem segrevanju je mešanica par in zraka lahko eksplozivna.
Nezdružljive snovi
Kisline.
Nevarni produkti razkroja
Pri požaru lahko pride do tvorbe CO2 in CO, žveplovih oksidov, nitroznih plinov. Ob upoštevanju navodil za skladiščenje ni nevarnosti razpada.

## Toksikološki podatki
LD 50
- LD 50 oralno/podgana= 1830 mg 4-kloro-3-metilfenola / kg
- LD 50 oralno/podgana= 2000 mg bifenil-2-ola /kg
- LD 50 oralno/ podgana= 5045 mg/kg

Izkušnje pri človeku
Ob stiku s kožo in sluznicami lahko povzroči preobčuljivost. Pripravek ima škodljiv vpliv na organizem v primeru zaužitja ali vdihavanja par. Vdihavanje par visokih koncentracij ima lahko narkotični učinek.
Ekotoksikološki podatki
Snov lahko  škoduje ribam in planktonu. Preprečiti je treba iztekanje v površinske vode. Ogrožanje voda je minimalno.